# Omicron2 Canis Majoris
Pour les articles homonymes, voir Omicron Canis Majoris.
Désignations
Omicron2 Canis Majoris (ο2 CMa / ο2 Canis Majoris) est une étoile supergéante de troisième magnitude de la constellation du Grand Chien. C'est une des étoiles les plus lumineuses connues. D'après la mesure de sa parallaxe annuelle par le satellite Hipparcos, elle est située à approximativement ∼ 2 800 a.l. (∼ 858 pc) de la Terre. Elle s'éloigne du Système solaire à une vitesse radiale de +48,1 km/s.
ο2 Canis Majoris est une supergéante bleue de type spectral B3Ia. Elle est classée comme une étoile variable de type Alpha Cygni et sa luminosité varie entre les magnitudes +2,98 à +3,04 dans la photométrie du satellite Hipparcos. C'est une étoile supergéante qui a terminé la combustion de l'hydrogène dans son cœur et est rentrée dans une phase évolutive où elle brûle des atomes d'hélium pour former du carbone. Quand cette étoile aura épuisé son combustible, elle finira très probablement sa vie en supernova.
L'étoile ο1 Canis Majoris est située presque sur la même ligne de visée de cette étoile, mais elles ne forment pas une paire liée par la gravitation.